# Barský rajón
Barský rajón (ukrajinsky Барський район) byl rajón ve Vinnycké oblasti na Ukrajině. Hlavním městem byl Bar a rajón měl přibližně 52 tisíc obyvatel. 

## Sídla v rajónu
- Bar
- Kopajhorod